# Bertrando de Blanchefort
Bertrando de Blanchefort ou Bertrando de Blanquefort (Guiena, c. 1109 - 2 de janeiro de 1169) foi o sexto Grão-Mestre dos Cavaleiros Templários de 1156 até sua morte em 1169. Ele é conhecido como o grande reformador da ordem.

## Biografia
Nascido por volta de 1109, Bertrando de Blanchefort era o filho caçula do Lorde Godofredo de Blanchefort da região de Guiena.
Algumas crônicas atestam De Blanchefort tornando-se Mestre da Ordem alguns dias depois da morte de André de Montbard, o que pressupõe que  sua eleição foi preparada com antecedência pelo Capítulo Geral.
Em 1157, De Blanchefort lutou ao lado de Balduíno III contra Noradine na batalha perto de Banias.
Retornando desta campanha militar, Balduíno III dispensou todo o seu exército e foi calmamente para Jerusalém. Noradine, informado da dispersão do exército franco, organizou uma emboscada no Vale de Jacó, ao longo do Lago Hule.
A surpresa foi tão grande que a maioria dos cavaleiros francos foram mortos ou capturados. Apenas Balduíno III e poucos de cavaleiros conseguiram escapar. Entre os cavaleiros capturados, eram dois os dignitários da Ordem: Odo de Saint Amand, o marechal da Ordem, e  Bertrando de Blanchefort. Estiveram prisioneiros de Noradine, em Damas por  três anos, até que o imperador bizantino, Manuel I Comneno negociou um Tratado de Paz e comprou a liberdade dos cavaleiros aprisionados.
Uma vez libertado, Bertrand de Blanchefort deu início a uma pequena, mas profunda reforma. Ele escreveu o Retraits, que especificava os usos hierárquicos e ações do Mestre. Em outras palavras Blanchefort diferenciava os templários baseados no estatuto e missão de cada dignitário e membro. Ele também especificou que o Grão-Mestre não podia mais decidir o futuro coletivo da Ordem sem o acordo do Capítulo Geral.
Assim como conseguiu do papa Alexandre III o direito dos grão-mestres da Ordem a usar o título de «mestre pela graça de Deus» e a de ostentar um bastão de comando, o Abacus.
Em 1163, Amalrico I sucedeu seu irmão Balduíno III como Rei de Jerusalém. Ele imediatamente decidiu concentrar todos os seus esforços de combate no Califado Fatímida, que já havia sido derrubado por uma guerra civil entre os sunitas e xiitas. Bertrand de Blanchefort, bem como o Grão-Mestre dos Hospitalários, acompanharam Amalrico I em sua campanha egípcia.
Em setembro de 1163, o exército franco chegou a Bilbais (antiga Pelouse), a cidade-chave do delta do Nilo, e a sitiou. A cidade estava prestes a cair quando Dirgam, o chefe do exército egípcio, destruiu os diques do rio e inundou as planícies onde os francos estavam entrincheirados. Isso deixou os francos, sem opção a não ser recuar.
No ano seguinte, Amalrico retomou sua campanha contra os egípcios e voltou para sitiar Bilbais. Os exércitos das duas Ordens foram uma ajuda constante.
Durante este tempo, Noradine empreendeu uma grande manobra diversionista contra o Condado de Trípoli e o Principado de Antioquia. Ele também tomou a cidade de Harim. Para conter o avanço de Noradine os francos enviaram um cavaleiro do Templo, Godofredo Fulque, ao sultão do Cairo. A missão de Fulque era agir como um emissário de Amalrico I e fazer uma aliança contra os Aiúbidas de Noradine.
Em 1168, Amalrico decidiu retomar novamente a sua campanha contra os egípcios, mas desta vez Bertrand de Blanchefort se recusou a acompanhá-lo por causa do tratado negociado pelo emissário Templário no ano anterior. De acordo com o obituário de Reims, Bertrand de Blanchefort morreu de cansaço e velhice em 2 de janeiro de 1169.
Foi sucedido por Filipe de Milly.

## Cultura popular
A partir de 1960 foi afirmado que errôneamente, que Bertrand de Blanchefort era relacionado a uma família de mesmo nome, localizada perto de Rennes-le-Château. Esta afirmação foi desacreditada na França em 1984.

## Fonte
- «Bertrande de Blanchefort(1109??-1169)». www.templiers.org (em inglês). Projet Braucéant. Consultado em 16 de junho de 2011